# Outlook.com
Outlook.com은 마이크로소프트사의 무료 이메일 서비스이다.
아웃룩닷컴은 기존의 핫메일에서 모던 UI를 적용시킨 마이크로소프트의 새로운 이메일 서비스이다.

## 기능
- 모던 UI
  - 타 메일사이트와는 달리 마이크로소프트의 모던 UI를 적용시켜 메일을 보낼 때 효과가 나타난다.
- 색 테마
  - 설정으로 빨간계열, 파랑계열, 노랑계열, 녹색계열, 검정계열의 색으로 UI의 색을 바꿀 수 있다.

- 오피스 온라인 통합
  - 첨부파일이 마이크로소프트 오피스 파일일 때 온라인에서 오피스 파일을 바로 보거나 바로 수정할 수 있다.
- 스카이프와 통합
  - 아웃룩 내에서 스카이프로 화상통화를 할 수 있다.

## 같이 보기
- 핫메일
- 마이크로소프트 아웃룩